# علف بافه‌ای سرخ
علف بافه‌ای سرخ (نام علمی: Chionochloa rubra) نام یک گونه از خانواده گندمیان است.